# 意识

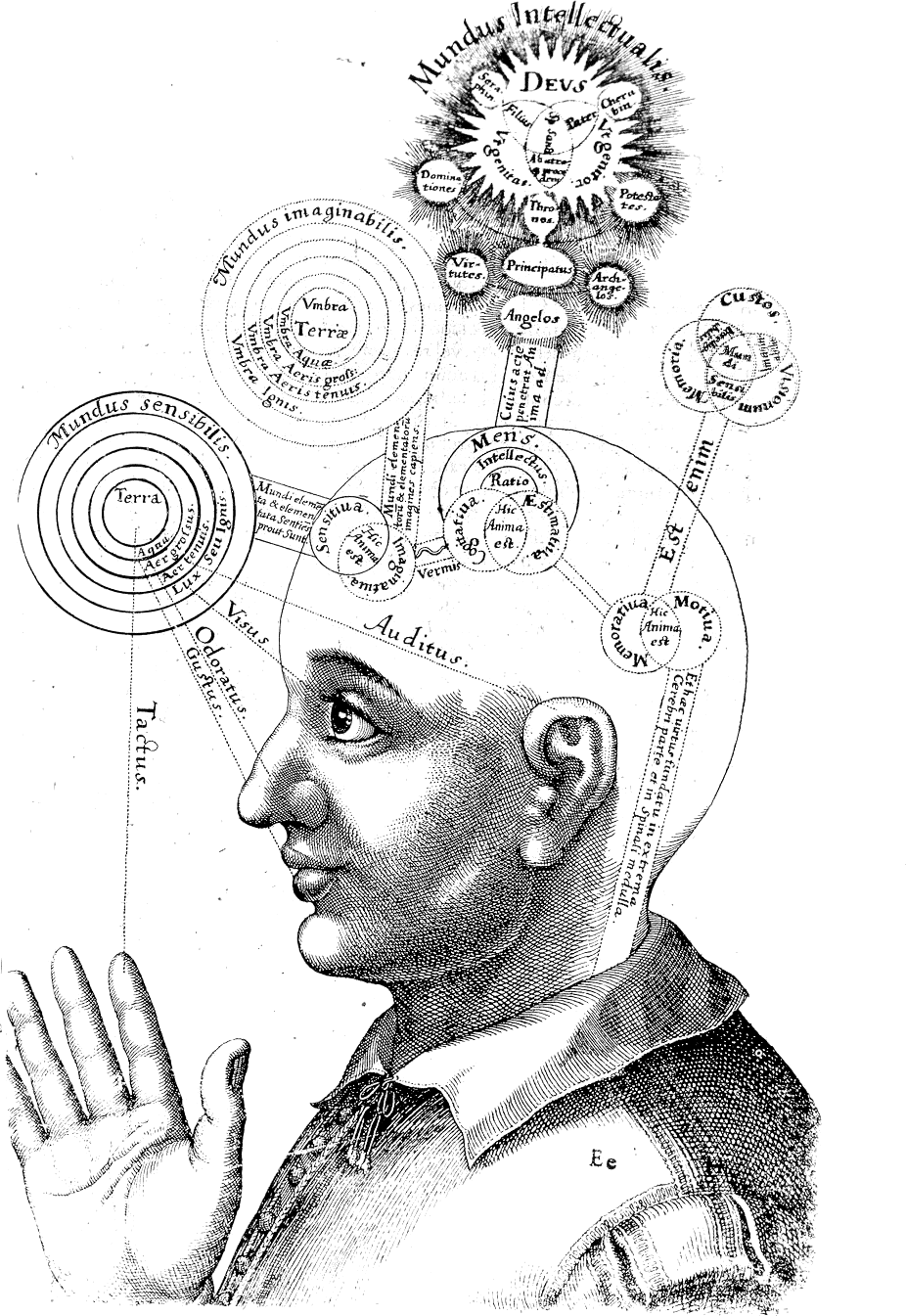
英国17世纪帕拉塞尔苏斯主义医师罗伯特·弗拉德对于意识的描绘。

意識（consciousness）的最基本理解或阐释，是个体對其內部和外部存在的感知或认识。进一步的解释，意识是机体对周围环境及自身的认知能力和觉察能力，也是大脑高级神经中枢功能活动的综合表现或状况，具有“感觉体验”（视、听、体感觉等）和“非感觉体验”（意志、情绪、记忆和思维等）等多种要素。一般说来，意识包含知觉（意识包括了知觉、记忆、思考、情感等多个方面），但在某些特定条件下，知觉过程可能以“无意识知觉”的形式发生，即不伴随明确的意识体验。
儘管哲學家、神学家、语言学家和科學家对意识这一概念進行了數千年的分析、界定、诠释和辯論，但意識的本质仍然令人費解、留有爭議，是“我們生活中最熟悉卻也最神秘的方面”。關於這個話題，也許唯一被廣泛認同的概念是對於它存在的直覺。關於意識究竟需要研究和解釋什麼，人们有不同意见。有時，意識被視為是心智的同義詞，有时又被认为是心智的一個方面。
過去，意识被认为是一個人的“內在生活”，一個由內省、个人思想、想像和意志组成的世界。如今，意识的定义往往包括某種體驗、認知、感覺或知覺。它可能是後設認知、自我意識等，並可能隨時間變化。
有关意识的描述、定义或解释范围包括：简单的清醒状态、透过“内省”探索自我与灵魂、比喻性的“内容流”，或是产生于大脑的一种精神状态、精神事件或精神过程。意识研究范围、观点与猜想的多样性也令人们怀疑：关于意识，我们是否提出了正确的问题。

## 跨学科观点
自笛卡尔和约翰·洛克以来，西方哲学一直努力寻求对意识的理解，并希望阐明如何将个人的意识放入更大的世界图景。有关意识的问题至今仍是分析哲学和大陆哲学的核心关注，此为分析哲学发展出了现象学，而大陆哲学则发展出了心灵哲学。
意识是认知科学跨学科研究的重点，相关领域包括心理学、语言学、人类学、神经心理学和神经科学。其中首要的问题是，信息在转化为意识的过程中，生物学和心理学层面上所涉及的过程，即探索意识与神经和心理学之间的关联。
在医学中，人们透过患者的唤醒和响应状态评估其意识。研究发现意识状态为连续体，范围从高度的警觉与理解，至意识混乱（disorientation）、谵妄、失去有意义的交流，直至失去对疼痛刺激的反应能力。对于意识的实践研究关注评估重症、昏迷或麻醉患者的意识存在，并探索治疗意识受损或混乱的方法。意识水平可以透过观察标准行为加以确定，比如使用拉斯哥昏迷指数等评估指标。

## 定义
多个世纪以来，对于意识这一概念始终存在着不同的定义，缺乏统一的认可。各种定义都展示出看似相关的含义，但不同定义之间亦可能引发争议。举例来说，人们就内在认知和对外部物理世界的感知之间的差异，有意识与无意识的界定，以及非物质的精神实体或精神活动的概念等问题存在不同观点。
有关意识的常用定义包括来自《韦伯第三版词典》（1966年版，卷一，第482页）的：
1. - 内在心理或精神的知觉或感知；个体对内在自我的直观感知知识。
  - 关于外部物体、状态或事实的内在知觉。
  - 知觉的关注；兴趣、关注——常与形容词连用（例如：阶级意识）。
2. 以感知、情绪、意志或思考为特征的状态或活动；心智的广义概念；与物质有本质上的不同的事物。
3. 个体或集体在某时间段内心理感知、观点、态度、感受的总和——与意识流相比较。
4. 清醒状态（例如从睡眠、恍惚、发热中恢复过来），心智能力的回复。
5. 在精神分析中，指代自我可立即获得的心理内容——与前意识、潜意识相比较。

《剑桥词典》将意识定义为“理解或意识到某物的状态”。《牛津活词典》定义意识为“感知到周围环境并作出反应的状态”，“个体对某物的认知或感知”，以及“心智对自身和外部事件认知的事实”。

为了更加准确的定义意识，哲学家也创造了自己的行话。1998年出版的《劳特利奇哲学百科全书》如此解释意识：
意识—哲学家主要以四种方式使用“意识”：普遍的知识、意向性、内省（以及由此产生的知识）和现象经验……心智中的某个事物只有在进行内省（或准备内省）时才会被“内省意识”察觉。内省常被认为是用作获取个体心灵状态的主要手段。经验或其他精神实体只在可被经验时才称为“现象意识”。一些明确的例子包括：感知经验，例如味觉和视觉感知；身体知觉经验，例如痒和疼痛；想象经验，例如经验自己的行为或感知；思维流，例如以语言或图像进行思考的体验。内省和现象意识似乎是相互独立或无关联的，不过尚有争论。
许多哲学家和科学家对于意识定义中的循环论证或模糊性感到不满。在1989年版《麦米伦心理学词典》（The Macmillan Dictionary of Psychology）中，英国心理学家斯图尔特·萨瑟兰对意识的定义更像是表达了对定义本身的怀疑：
意识—对感知、思维和感受的拥有；认知。意识是难以用可理解的术语定义的，只在理解意识的内涵之后才能理解这些用作定义意识的术语。许多人错误地将意识等同于自我意识，也即仅仅把拥有意识等同于对外部世界的认知。意识是迷人却难以捉摸的现象：难以阐明它是什么、它能做什么，以及它的演化缘由。关于意识，人们几乎没有写下过任何值得阅读的东西。
词典中关于意识的定义会对研究者的假说及工作方向造成重要影响：
如果对环境的认知……是意识的标准，那么即使是原生动物也具备意识。而如果对认知的认知才算是意识的体现，那么甚至很难说猩猩或人类婴儿拥有意识。
许多哲学家认为，尽管哲学家们难以为意识作出准确定义，但意识本身是个统一的概念，它可为大部份人所理解。然而也有人指出，从人们对意识定义的分歧中显示出不同人对意识可能有不同的理解，例如意识的主观与客观层面。或者说，意识可能包含了多种不同含义，而这些含义之间并没有简要的共通元素。还有人主张，我们应当将意识的概念从我们对心智的理解中剔除，这种观点被称为意识语义论（consciousness semanticism）。

## 心灵哲学
大多数意识哲学相关作家都持有某个特定的观点，并根据这个观点组织论证材料。调查显示，当中最常见的方向是选择历史上与其观点最接近的哲学家，例如笛卡尔、洛克、康德等，并跟随这些哲学家的思想调整自身立场。另一种方式是依据基础问题设定哲学立场。

### 概念的一致性
哲学家与非哲学家对于意识有不同的理解。多数人对意识的存在抱有直观信念，但怀疑论者对这种信念提出了质疑。他们认为此种信念是源于意识概念中内在的不一致性，或者人们对意识的理解实际上是以错觉为基础的。例如，英国哲学家吉尔伯特·赖尔提出，传统上人们基于笛卡尔式的二元论理解意识，但事实上这种二元论错误地区分了心灵与身体，或是错误地区分了心灵与外部世界。他表示，我们谈论的并非是心灵、身体或世界，而是个体及其在世界中的活动。因此，在谈论“意识”的过程中，我们误以为存在一种分别于行为和语言理解的事物，并将这种事物称为意识。

### 类型
美国哲学家内德·布洛克指出，关于意识的讨论经常混淆两种不同的意识：现象意识（phenomenal consciousness）和取用意识（access consciousness）。据布洛克所言，现象意识是指纯粹的经验，也即以我们借助身体感受到的运动、颜色、声音、感知、情绪、感觉等。从这些外部经验中获得的主观性称为感质。而取用意识则是对上述经验的获得、处理与反应过程，我们从心灵中获取信息，将其用于口头表达、推理、控制自身行为的现象。因此，当人们在感知时，感知得到的信息是取用意识；当人们在内省时，关于思维的信息是取用意识；当人们在回忆时，关于过去的信息是取用意识。大部份哲学家都接受了这一区分，不过也有部份哲学家（例如丹尼尔·德内特）对区分的有效性表示怀疑。澳大利亚哲学家戴维·查尔莫斯认为，取用意识可由对于人体感受机制的科学研究获得进一步理解，但关于现象意识的理解却更加复杂：他称其为意识的困难问题。
也有哲学家不满足于布洛克提出的两类区分，美国哲学家威廉·莱肯在其作品《意识和经验》中提出至少存在8种意识的明确区分：有机体意识、控制意识、意识对象、状态/事件意识、可报告性、内省意识、主观意识、自我意识），莱肯表示，甚至是这8种意识也为包含部份难以解释的意识形式。
此外，还有对于现象意识和取用意识是否总是共同存在，或它们是否可各自存在的争论。尽管独立于取用意识存在的现象意识更被广泛接受，但也有一些关于独立于现象意识存在的取用意识的猜想。例如在“哲学僵尸”思想实验中，假设存在有外观与行为与正常人没有差别的人，但他们却不具备任何主观性。不过，布洛克对上述说明仍保留了部份怀疑态度，他在结论中写道：“我不知道是否真的存在只有取用意识，而没有现象意识的实际案例，但我希望我展示出了这种状况概念上的可能性。”

### 意识与内容的区分
美国哲学家山姆·哈里斯曾表示，“从你的经验的角度看来，你并非是由原子、细胞和器官组成的身体，你是意识及其不断变化的内容。”从这种观点出发，意识就成为了一种主观、永恒的存在领域，事物（意识的内容）在此之中流动。
翻译家克里斯托弗·崔克（Christopher Tricker）提出，道教典籍《庄子》中鲲鹏的形象可以映射到上述的意识领域。《庄子·逍遥游》中描绘了鲲鹏巨大的身躯横跨数千里，翅膀展开如垂天之云。崔克指出：“鲲鹏展翅遮天，类似地，你的意识之翼也延伸至地平线。他人的意识翅膀也延伸至地平线，你是鲲鹏中的一只，也是众鸟中的一员。”

### 心身问题

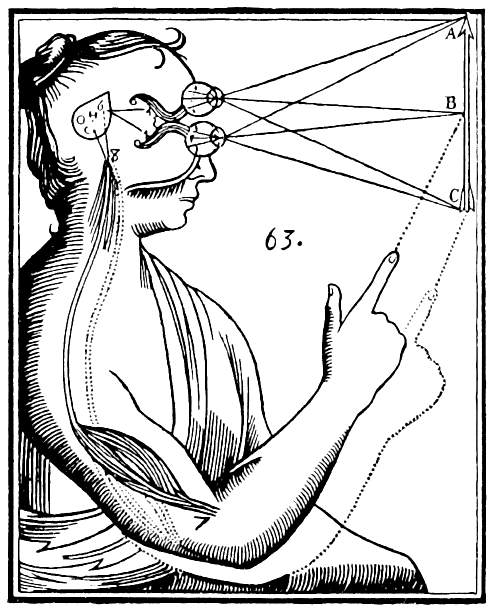
笛卡尔为二元论作出的示意，外界事物由感知器官接受，并在松果体中被转化为心灵之物。

心灵过程（例如意识）和物理过程（例如大脑活动）看似相关，然而人们尚不清楚它们之间的具体运作方式。
最早探讨这个问题的哲学家是笛卡尔，他为此作出的回答被称为笛卡尔式二元论。笛卡尔提出，意识存在于一个非物质领域，他称之为心灵实体，而物质则存在于他所称的广延实体中。他主张这两类实体可在大脑中相互作用，可能是在一个叫做松果體的小型结构中实现的。
尽管笛卡尔为此作出的解释被后世广泛接受，但很少有哲学家对该解释感到信服，他有关松果体的假说尤为受到嘲笑。然而，也没有新的假说能获得笛卡尔式二元论一般广泛的接受度。新提出的假说可粗略地分为两类：第一种维持了笛卡尔关于意识与物质领域的分立，但对这两个领域的相互作用提出了不同说法；另一类假说则转向了一元论，认为只有一种存在，意识与物质只是这种存在的两个不同方面。这两类假说中亦各自包含多种变体，二元论可分为两种主要类型：实体二元论（这种说法认为，构成心灵的实体不同于构成物质的实体）和性质二元论（这种说法认为，虽然世界由物质实体构成，但该实体存在两种分立的性质：物质的性质与心灵的性质）。一元论可分为三种主要类型：物理主义（主张心灵由物质通过特殊的方式生成）、唯心主义（主张只存在思想与经验，而物质只是幻觉）和中立一元论（主张心灵与物质是一种独特事物的两面，而这种独特事物既不同于心灵也不同于物质）。除上述类型外，也有许多难以归类的异类假说。
18世纪，随着牛顿提出了宇宙中普遍适用的定律，有些哲学家开始思考，是否可以使用纯粹的物理定律解释心灵。其中首位具有影响力的推行者是法国启蒙思想家朱利安·奥弗雷·拉·美特利，他为此创作了《人是机器》，用以论证人也如宇宙中其他事物一般，只是物理定律的产物。然而，他为此作出的论证十分晦涩难懂。现代关于意识的理论主要基于心理学和神经科学。由神经科学家杰拉尔德·埃德尔曼、安东尼奥·达马西奥，以及哲学家丹尼尔·德内特等人寄希望于从大脑内部神经事件出发解释意识。部分神经科学家，例如克里斯托夫·科赫已探索了构成意识的神经学基础，但并未尝试构建一个全面统一的理论。与此同时，计算机科学家也在借助人工智能技术，尝试在计算机程序中模拟或嵌入意识。
部分理论物理学家提出，传统物理学在本质上无法对意识整体作出解释，但量子理论或许可以填补这些不足。一些理论家为此提出了量子心灵理论。较为出名的相关理论包括乔治城大学神经心理学者卡尔·H·普里布拉姆和美国物理学家戴维·玻姆提出的全腦理論，以及由美国亚利桑那大学学者史都华·哈默洛夫和英国物理学家罗杰·彭罗斯提出的协调客观还原假说。部分量子心灵理论同时解释了现象意识与取用意识。不过，尚未有量子心灵理论被实验证实。最近于蛋白质中量子纠缠相关的研究或许会证伪哈默洛夫等人提出的协调客观还原假说。截至目前，多数科学家和哲学家认为基于量子理论的意识解释没有说服力。
除意识的困难问题（即如何从物理基础中生成心灵体验）以外，还有一个更加具体的问题，那就是既然事件的发展取决于先前发生的事件，那么我们如何拥有能够控制自身决策的信念。这一话题的争论点在于对自由意识的科学和哲学理解。

### 他心问题
许多哲学家相信，意识的核心特征是经验，而经验只能从内部（主观的）获知。但如果说经验只能凭借主观获知，而无法体现于外在方面，那么为什么大多数人仍相信他人也具备意识，但其他物体例如树和石头却没有意识呢？上述问题被称为“他心问题”。有人相信可作出与人类相似行为，却不具备意识的“哲学僵尸”是可能存在的，那么对这些人而言，他心问题就显得尤为尖锐。伊利诺伊州立大学哲学家格雷格·利特曼（Greg Littmann）对意识和他心问题有深入研究，而匹斯堡大学哲学教授科林·艾伦（Colin Allen）则将这个问题与人工智能机器人的相关议题相关联。
对于这个问题，最常见的解答是，人们相信他人具有意识，因为他们观察到他人的外貌和行为与自己相似，因此根据外观和行为的相似性，推断他人在其他方面也具有类似的特征，包括意识。然而，这个解释存在一些问题。首先，这种说法违背了最小化原则，因为解释他人的行为并不需要假设他们具有意识。有些哲学家，例如丹尼尔·德内特在一篇标题为《僵尸的不可思议的荒谬性》（The Unimagined Preposterousness of Zombies）研究报告中反对哲学僵尸理论，他声称给出这个推断的人事实上根本不知道自己所要表达的东西。那些认为"哲学僵尸"是不存在的哲学家普遍认为，人们的行为（包括口头表达）可显现出他们的意识，而我们之所以认为他人具有意识，正是基于这些行为的观察。另一个更直接的解释是，人们相信他人具有意识，是因为他人可以描述他们的经验。

## 科学研究
多个世纪以来，科学界一直回避意识研究话题，因为意识现象的主观性与客观的科学实验方法难以相协调。1975年，美国心理学家乔治·曼德勒发表了一篇极具影响力的心理学文章，他在文中区分了缓慢、序列化、有限度的意识过程和快速、并行、扩展的无意识过程。1984年科学与宗教论坛（The Science and Religion Forum）年度会议以“从人工智能到人类意识”为主题，呼吁将意识的本质作为研究对象，英国人工智能学者唐纳德·米奇是本次会议的主题发言人。自1980年代开始，一些神经科学家和心理学家开始参与到一个新兴的研究领域“意识研究”，并由此产生了许多实验研究。这些研究发表在各类书籍或学术期刊（例如《意识与认知》、《意识研究前沿》（Frontiers in Consciousness Research）、《精神》、《意识研究杂志》），并有多个团体（例如意识科学研究学会、意识研究学会）定期组织相关会议。
现代医学和心理学常会设计一些心理学实验（例如使用閾下知覺探究知觉的促发效应），并通过案例研究探索创伤、疾病、药物等对意识的影响。总体而言，对意识的科学研究主要基于两个核心概念。其一将意识内容与来自人类受试者的主观经验报告相对应，其二则是基于神经学者和医学研究者对行为失常患者的观察与研究。上述两种概念的最终目标都是建立一种评估人类或动物意识的方法，并借此探究意识的神经和心理机制。

### 意识的测量

人们在观察奈克方块时可能会报告所见到的图样在两个不同的3D图像之间变化。

因缺乏普遍认可的操作定义，关于意识的实验研究存在一些困难。在大多数以人类为实验对象的意识实验中，人们的主观报告被视为观察意识内容的手段。例如，当实验参与者持续观察奈克方块时，他们可能会报告自己体验到观察对象在两个3D图像之间的持续变化，尽管实际的刺激源（奈克方块）并未发生变化。意识实验的目标是揭示意识感知（通过参与者的口头报告获取）与大脑活动和行为之间的关系。在某些实验范式，如反应促发中，尽管参与者口头报告没有感知，但他们的行为明显受到刺激的影响。适当的实验设计可以增强促发效应，但同时会减弱对促发的识别（双重分离）。
虽然口头报告通常被认为是最可靠的意识体验来源，但也存在一些问题。首先，如果口头报告被视为一种观察，就像其他科学领域中的实验观察一样，那么口头报告也可能包含错误。然而，很难想象主体为何会对自身经验有错误认知，而且这种错误几乎无法检测。对此，丹尼尔·德内特提出了他者現象學理论，他认为我们应该将口头报告视为可能正确也可能错误的故事，但这一观点尚未被大多数研究者接受。口头报告的另一问题是，这种方法过于依赖语言，因此在不具备语言能力的个体（例如人类婴儿、动物或大脑受损患者）中难以实践。此外，部分哲学家认为，至少在理论上可能存在口头报告与意识体验的完全分离，即存在一种虽无内在意识，却能详细叙述意识体验的哲学僵尸。
尽管在实践中，口头报告被认为是记录意识的最佳来源，但也存在其他用于意识记录的方法。医学领域中，口头报告、唤醒、大脑活动和目的性移动通常被用于测量意识。在研究对象缺乏口语能力的情况下，通常会使用后三种方法。不过，唤醒和目的性移动在意识测量中的有效性存在争议。许多科学研究显示，即使在无意识状态下，人类受试者也可以被诱导出现有目的的行为。此外，关于神经科学中的自由意志的实验研究还显示，受试者执行目的行为的经验有时与实际行为不符，从其大脑记录的电活动模式也不一致。
自我意识是另一种衡量意识的方法，其涉及是否有能力将自己与他人区分开来。美国心理学家戈登·G·盖洛普在1970年代创造了镜子测试法，该方法将动物置于镜子前，观察它们是否能识别出镜中形象为自己，而不是其他动物个体。在经典的实验过程中，实验者会在动物额头涂抹颜色斑点，观察它们是否会尝试触碰或清理该斑点，以此确认动物是否识别出了自己的形象。已经观察到通过镜子测试的动物包括年龄大于18个月的人类、猩猩、宽吻海豚、虎鲸、鸠鸽、喜鹊、大象。

### 相关神经区

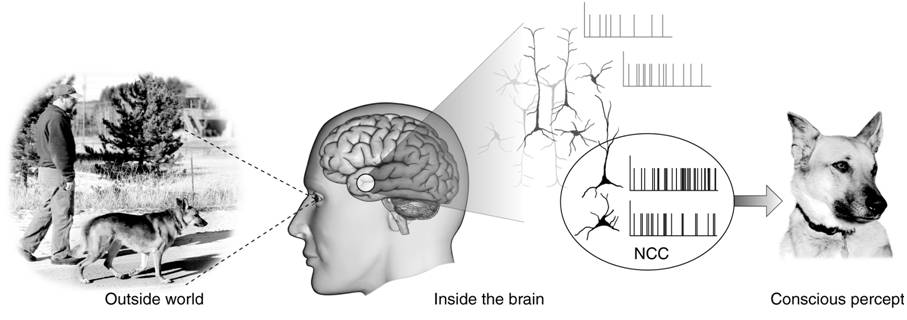
克里斯托夫·科赫绘制的意识底层的神经过程。

大部分科学研究关注主体的意识报告与其大脑活动之间的关系，大脑中处理意识的最小集合被称为意识相关神经区。这些研究期望发现大脑中的某特定区域，或是某种特定激发模式，并将这些区域或模式与意识认知相关联。对大脑活动的物理性质测量需要用到大脑成像技术，例如脑电图（EEG）或功能性磁共振成像（fMRI）。
另一观点认为，意识的形成可能与大脑中的高频神经震荡（gamma波）相关。这种观点最先于在上世纪80年代由克里斯托夫·冯德·马尔斯堡（Christof von der Malsburg）和沃尔夫·辛格（Wolf Singer）提出，他们认为大脑中的gamma震荡可解决绑定问题，因为该震荡可将大脑不同部分的信息整合为一致的经验。美国神经科学家罗多尔福·利纳斯提出，意识生成于丘脑-大脑皮层经常性共振，丘脑用于接受从外部获取的运动与感知信息，特定的丘脑皮层系统（直接与感知处理相关的部分）负责处理意识内容物，而非特定丘脑皮层系统（中央内侧丘脑）负责提供意识语境，两者透过gamma神经震荡交互，由此形成完整的意识体验。
诸多研究表明，大脑中的初级感官区活动并不足以生成意识：即使大脑相关区域，例如初级视觉皮层（V1）显示出对刺激的清晰的电反应，受试者仍可能作出无知觉的报告。意识的形成似乎需要更高级脑区的参与，尤其是前额叶皮质，它涉及一系列高级感知，例如用作决策与抽象思考的管控功能。有潜在证据表明，“自上而下”的神经活动比“自下而上”的神经活动更具意识的可预测性，即“自上而下”的神经活动更可能生成与维持意识。除了前额叶皮质外，还存在其他可能参与高级神经活动的区域：例如，希腊神经科学家尼科斯·洛戈塞蒂斯与其同事的研究显示出，当有争议的视觉图像展示于双眼前（即出现双眼竞争时的多稳态知觉），大脑颞叶中对视觉刺激有反应的神经元亦反映出视觉知觉。这表明在视觉感知中，颞叶中的某些区域也扮演了重要角色。此外也有研究和实验显示，在处理周边视野时，视觉脑区自上而下的反馈可能更弱或几乎不存在。但尽管如此，人类依旧可以透过自下而上的初级视觉皮层活动感知到周边视野。此外，即使是初级视觉皮层自下而上传导的中心视野信号，也可能会被高级脑区否决：如果视觉感知结果与脑内对外部世界的视觉模型不符，那么自上而下的反馈机制可能会否决这些来自视觉系统的信号，从而导致这些视觉信息不为意识所察觉。
脑内原始的电反应与意识没有相关性，但神经反应调节或许和现象意识相关，它与视觉刺激的一个重要方面——刺激强度存在关联，包括视觉感知到的亮度、对比度等。丹科·尼科利奇（Danko Nikolić)带领的研究团队发现，个体对亮度变化的感知与神经放电率调节和神经协同相关。一项功能磁共振成像研究显示，上述发现仅限于初级视觉区域。也就是说，初级视觉区域中神经放电率及放电同步性变化可能对应了感质（至少是某些特定类型的感质）的神经模式。
2013年，科学家提出了扰动复杂指数（perturbational complexity index，PCI），用以表示大脑皮层对经颅磁刺激电生理反应的算法复杂度。研究表明，当人处于清醒、REM睡眠或闭锁状态时，其扰动复杂指数要高于处于深度睡眠或植物状态的时期。因此，该指数或许可作为意识状态的一种量化标准。
如果假设部份非哺乳动物也具备意识，那么或许可从生物演化角度探索意识的相关问题。例如，如果假设鸟类具有意识（鉴于鸟类广泛的认知能力，许多神经科学家和动物行为学家都持有这种看法），那么透过对比鸟类和哺乳动物的大脑，或许可以发现意识的神经解剖学基础。鸟类的脑结构与哺乳动物有很大差别，如果它们都具备意识，那么其中很可能存在某些共同之处。巴特勒（Butler）等人的研究指出，应用在哺乳动物的一些主要大脑理论似乎也适用于鸟类。哺乳动物大脑中与意识紧密相关的结构也可在鸟类大脑中找到对应物。因此，克里克和科赫，爱德曼（Edelman）和托诺尼，以及科特里尔（Cotterill）提出的大脑理论似乎暗示了鸟类意识的存在。爱德曼还区分了他所谓初级意识（人类和非人类动物所共有的意识特征）和高等意识（仅出现在具备语言能力的人类身上）。不过，前述理论也存在无法与鸟类意识相容的部份。例如，克里克和科赫曾提出哺乳动物中的第5层神经元（layer 5 neurons）在意识形成中扮演重要角色，但因鸟类大脑的形态差异，其中并不存在类似的结构。与之类似，埃克尔斯提出的理论也无法应用于鸟类大脑，因为鸟类大脑中并未发现树突状的相似结构。此外，有关鸟类意识的假说也引发了对爬行动物大脑理论的研究。鸟类和爬行动物的大脑在结构上存在连续性，这或许意味着意识的系统发生历史比多数神经科学家认为的要更加久远。
加利福尼亚大学洛杉矶分校的神经科学家霍阿金·富斯特主张，人类高级意识的形成与前额叶皮质以及与语言能力相关的韦尼克区和布洛卡区密切相关。
2016年的一项研究检查了与昏迷和植物状态相关的大脑区域，指出脑干前背侧的橋腦蓋与两个皮层区域——左腹侧岛叶和前扣带皮层的功能连接促成了意识的形成。也就是说，上述三个脑区协作生成意识。

### 模型

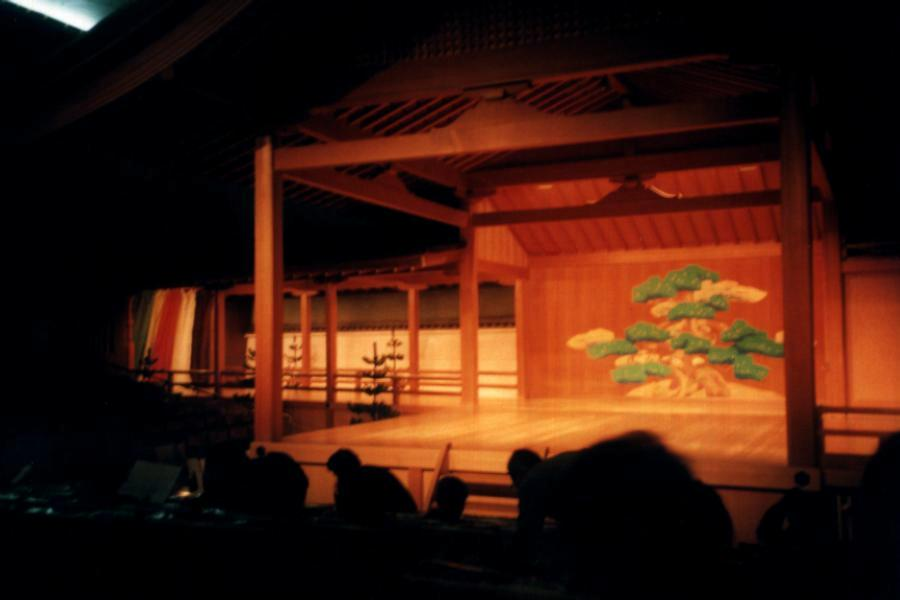
全局工作空间理论将意识比喻为灯光聚焦下的舞台演出，目的是为聚合大脑各处的无意识或自主行动，并将它们广播给处于“剧场暗处”的其它无意识网络。

科学界为意识提出了许多模型，阿德里安·多里格（Adrian Doerig）和同事总结了13种意识模型，而阿尼尔·赛斯和蒂姆·贝恩（Tim Bayne）则总结出了22种主要的意识模型。
全局工作空间理论（GWT）是由美国认知心理学家伯纳德·巴尔斯于1988年提出的意识理论。巴尔斯的这个理论将意识比喻为剧场灯光聚焦下的演出过程，作用是聚合来自大脑各处的无意识或自主活动，并将这些活动广播给其它的无意识网络（也即比喻中处于剧场暗处的观众）。该理论后续经由认知科学家斯坦尼斯拉斯·德哈内和莱昂内尔·纳卡什进一步完善。
資訊統整理論（IIT）主张，意识是信息处理过程的副产物，处理的信息在达到一定的复杂度时，意识便会自然生成。该理论的支持者认为，神经元或许能为意识提供物理基础，因为它们的运作机制被用作信息整合。
协调客观还原假说（Orch OR）认为意识产生于神经元内部的量子层面。该机制的核心是一种被称为客观还原的量子过程，基于神经元内微管之间的协调作用。不过，目前的量子理论还未包含该理论所需的量子细节。

### 功能与演化
针对意识的演化起源，以及此项演化特征是否具备生存价值，学者们仍有不同观点。一些人认为意识是演化的副产物。有关意识的演化起源有以下几种说法：1）意识始见于最早的人类；2）意识最早出现于最初的哺乳动物中；3）意识在哺乳动物和鸟类中独立演化；4）意识最早出现于最初的爬行动物中。也有学者将意识的出现定位在早期动物神经系统出现时期，或脊椎动物出现时期，时间点大约是距今5亿年前的寒武纪。唐纳德·格里芬在作品《动物心灵》（Animal Minds）中提出了意识的渐进演化过程。所有上述意识起源的说法都伴随有意识可能带来的生存价值的讨论。
英国生物学家托马斯·亨利·赫胥黎曾在论文《论动物是自动机假说及其历史》（On the Hypothesis that Animals are Automata, and its History）提出了意识的副现象主义观点，他认为意识只是神经活动的副产物：“就像是火车蒸汽引擎工作时的汽笛声，不会对其他机械部件的造成任何影响”。美国哲学家威廉·詹姆士以文章《我们是自动机吗？》（Are We Automata?）反对赫胥黎的观点，他为心身关系提出了演化论证，认为如果意识的维持与发展是自然选择的结果，那么意识可能不仅仅是受到神经过程影响，它本身或许就具备生存价值。哲学家卡尔·波普尔在《自我与脑》（The Self and Its Brain）中也提出了类似观点。
关于意识处理的主要功能的最新观点认为，现象意识是对原本分离的神经活动与信息处理过程的整合，其被称为“整合共识”（integration consensus）。另一由杰拉尔德·埃德尔曼提出的“动态核心假说”指出，不同脑区之间以大规模并行方式存在的相互连接，形成动态变化的核心。埃德尔曼特别强调了高级意识在人类进化中的重要作用，这种高级意识与人类及其他非人类动物共有的基本意识有所不同，从而表现出人类与其他动物的不同之处。意识的集成功能为两个传统问题（区分和整合）提供了答案：借助意识，人类能够区分无数从感官获取的场景和细节，同时通过意识将这些独立的信息融合为一个整体，使经验被感知为一个整体。然而，我们尚不清楚哪些类型的信息需要通过意识来整合，哪些信息可以在没有意识的情况下整合。此外，意识在整合过程中的具体作用机制也还未被完全理解。因为显然，并非所有的信息都需要意识进行传递，例如与持续性植物状态、反射、无意识相关的神经活动以及低级别感知分析等。并且许多类型的信息可以在无意识的情况下传播并与其他信息结合，如腹语效应等感官间的交互现象。因此，仍不清楚为何在特定信息的整合中需要有意识的参与。
此外，即使是确信意识已有充分定义的学者，他们对于除人类以外还有哪些动物具备意识仍存在许多争论。埃德尔曼明确提出，人类和其他动物都拥有初级意识，这使得确定意识的演化时间点和特性变得更加困难。有些科学家认为意识是一种适应性特征。约翰·埃克尔斯（John Eccles）在论文《意识的演化》中提出，意识起源于哺乳动物大脑皮层的解剖结构和生理特性。彼得·卡拉瑟斯进一步指出了意识的潜在生存优势，个体可以透过意识区分外在世界的表象和真实状况，由此避免被感官欺骗（例如，意识到前方的水源可能只是一个错觉），或者通过观察其他个体的行为特征，做出符合自身利益的合作或欺诈行动。
然而，也有哲学家提出，意识或许并不能为演化过程提供功能优势。他们以哲学僵尸为例论证自己的观点，指出如果两个个体的行为相同，那么是否具备意识并不能为演化带来任何优势。因此，有人提出，意识并非是演化的结果，而是其它演化功能（例如增长的脑容量或大脑皮层重整）的副产物。他们将意识比作是视网膜上的盲点，其并非视网膜的演化适应，而只是由轴突特定排列方式导致的现象。史蒂芬·平克、乔姆斯基、埃德尔曼、薩爾瓦多·盧瑞亞等学者认为，人类语言的出现有助于记忆和学历能力的调控，并有助于高级意识的发展。

### 意识的改变状态

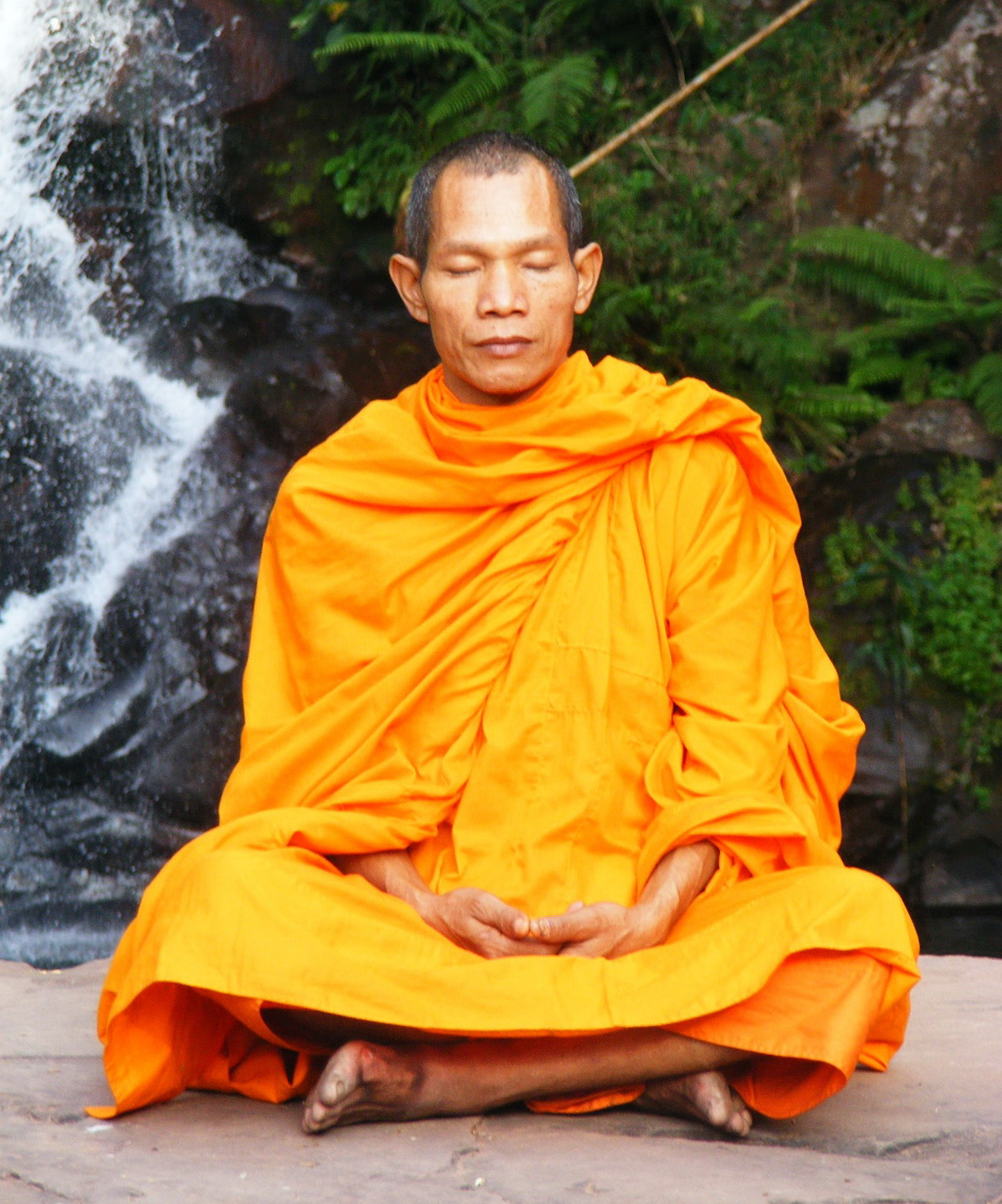
冥想中的僧人。

在某些情况下，大脑似乎会失去意识，比如在无梦睡眠或昏迷状态下。此外，还存在多种意识改变的情况，例如在酒精或药物的作用下，或是因为大脑受损而导致的意识异常。这些意识改变的状态伴随着思维的变化，扰乱了对时间的感知，导致控制力缺失或情绪变化。此外，还可能导致身体图像的改变以及对事物意义和重要性的认知变化。
最常见的两种意识改变状态是睡眠与梦。虽然从外部观察，人在无梦睡眠和有梦睡眠时看起来很相似，但它们在大脑活动模式、代谢行为和眼球运动方式上有显著的不同，这表明人在这两种状态下有着不同的经验和感知。从无梦睡眠中唤醒的受试者只能报告模糊、粗略的思维概况，其经验无法形成连续的叙事。而从梦境中唤醒的受试者则可以报告更加详细的意识体验，其中事件更具连续性，不过也可能会被一些古怪离奇的梦中事件中断。梦境过程的思维呈现出更高的无理性程度，但无梦和有梦状态都伴随着记忆的快速消退：从无梦睡眠中醒来时，睡眠时的思维内容会在数秒内消失，而从梦境中醒来时，如果没有刻意刷新记忆，梦境相关的回忆会在几分钟内消失。
有研究者指出，病患在部分癫痫发作时的体验可能是一种意识的改变状态。部分癫痫发作时，意识的某些方面受损或缺失，而另一些方面（一般是自动行为）不受影响。相关测量显示，患者在癫痫发作时表现出更高的警觉程度，其注意力完全沉浸在发作所带来的体验中，从而表现出无法专注、注意力转移的现象。
酒精和多种药物都有可能对意识产生影响。这些药物包括包括用作钝化知觉的镇静剂、增强感官体验的兴奋剂、大麻、神入感激发剂与放心药MDMA，以及致幻剂。致幻剂包括LSD、麦司卡林、赛洛西宾、N,N-二甲基色胺等，一些使用这类药物的人声称药物使用体验具有神秘的精神特质。与酒精相比，这类药物对大脑的影响尚未完全明确，但有潜在证据显示可能与神经递质血清素相关。
还有研究指出，瑜伽和冥想也会影响意识。研究者发现，冥想时的脑波模式与日常反思时有所差别。然而上述结论还存在争议，因为还没有足够证据表明在冥想状态下，意识的生理状态是否有显著差异。
美国心理学家查尔斯·塔特在1960-70年代详细研究了意识的改变状态。他将意识视为多种过程的组合，这些过程包括：外向感知（例如观察外部世界）、内向感知（感知身体部位）、输入处理（理解所见之物的意义）、情绪、记忆、时间感知、评估与认知处理、运动输出（对外部事件作出的动作反应与行为表现）、与环境的交互。塔特认为，所有这些过程都可能会因药物或其他方式而发生变化，但这些观点并未得到经验研究的充分证实。近期的问卷研究表明，药物影响下的意识改变状态包含以下11种特征：对统一体的体验、灵魂体验、幸福感、洞察力、出体、感知与控制力缺失、焦虑、复杂意象、基本意象、音画联觉、感知意义扭曲。

## 医学实践
医学主要关注因大脑病变、受损、中毒或药物作用导致的意识损伤，并倡导对意识进行概念划分，以此为指导辅助治疗。在医学实践中，常会评估患者的意识存留水准：最低级别是昏迷和脑死状态，而最高级别则表现为完全清醒和有目标的反应行为。
对意识的研究尤其受到神经学家和麻醉师的关注。意识障碍患者可能需要麻醉后才可进行手术，相关方法可以是引导患者入睡、实施全身麻醉或药物引导昏迷。意识也是生物伦理学的关注重点，例如在卡伦·安·昆兰案例中，患者因过度服药陷入昏迷，脑部受损成为植物人，最终她的父母请求移除她的呼吸机，让她能够自然地离世。此外，神经科学家也期望能从意识受损的病例中获知大脑的工作原理。

### 意识评估
在医学中，对意识评估（consciousness assessment）的过程被称为神经心理测验。有两类评估患者意识水准的方法，其一较为简易，而另一种则需要更高的专业技能。简易的意识评估方法如下：首先评估患者是否有移动能力，是否对外部刺激有反应。如果上述情况得到确认，接下来会进一步评估患者是否能够对问题和指令做出有意义的回答。如果这一步也能顺利完成，测试者将提问患者的姓名、当前位置以及日期时间。如果患者能够准确回答上述问题，就会被描述为"A&Ox4"，意味着他们具有完全的意识状态（consciousness state）或意识水平（consciousness level）。
另一类较为复杂的意识评估方法被称为神经学检查，通常是由神经医师在医疗机构中施行。其中一种形式是进行一系列预定的测试，从感官反射开始，逐步增加复杂度，直至测试语言的准确应用。检查结果最终由格拉斯哥昏迷指数作出量化，指数数值在3-15之间，其中3-8代表昏迷，而15则代表完全清醒的意识状态。格拉斯哥昏迷指数有三个子指数，分别衡量运动反馈（从“无运动反馈”到“遵循指令”）、睁眼反馈（从“无睁眼”到“自发睁眼”）以及言语反馈（从“无语言反馈”到“能自主交谈”）。此外还有儿科格拉斯哥昏迷量表，用于评估儿童的意识状态。
2013年，科学家发展出了一种新的意识评估方法，借由对大脑发送磁脉冲，检测随后的脑电波变化，并根据脑电波的变化模式将其对应至不同的意识指数。

### 意识障碍
在医学中，意识受到抑制的状况被称为意识障碍（又称脑雾）。意识障碍的范畴不仅涵盖了最小意识状态和持续性植物状态，有时还包括了对意识影响较轻的闭锁综合征和更加严重的持续昏迷。对不同意识障碍的鉴别诊断是当前医学研究重点。脑死亡可导致意识的不可逆的丧失。尽管其他一些疾病也可能导致意识损伤（失智和譫妄）或短暂中断（强直-阵挛性发作和癲癇性失神），但它们并未被纳入意识障碍的范畴。
| 意识障碍       | 描述 |
| -------------- | --- |
| 闭锁综合征     | 患者拥有意识，苏醒-睡眠周期以及有意义的行为（即眼球活动），但因四肢瘫痪和假性延髓性麻痹而无法作出运动反应。 |
| 最小意识状态   | 患者具有间歇性的意识清醒状态，并能表现出一些有意义的行为。                                                  |
| 持续性植物状态 | 患者拥有苏醒-睡眠周期，但缺乏感知能力，只表现出反射和非自主行为。                                           |
| 持续昏迷       | 患者无苏醒-睡眠周期，缺乏感知能力，只有反射行为。                                                           |
| 脑死亡         | 患者无苏醒-睡眠周期，缺乏感知能力，不具备由大脑介入的反射行为。                                             |

如今由越来越多医学专家将病感失认视为一类意识障碍，病感失认患者否认自己的行为障碍是源自某种疾病（例如中风、阿茲海默症、创伤后应激障碍等），或认为自己完全没有任何行为障碍。比较常见的一类状况出现在因中风导致大脑右半球顶叶损伤时，患者可能出现半侧空间忽略病症，导致他们难以感知和处理位于身体一侧的感官信号。在这种情况下，患者可能会出现左侧身体瘫痪，但有时会否认自己无法移动这些身体部位。当问及与症状直接相关的问题时，患者可能会回避直接回答，甚至提供不合常理的答案。患者有时甚至无法认识自己的瘫痪一侧躯体，例如在一个案例中：患者在床上躺下后，多次尝试将瘫痪一侧的右腿扔出床外，当被问及他在做什么时，他会回答说有人在他的床上放了一条死人的腿。安东综合征是另一种严重的病感失认：失明者坚称自己仍然能够看见外界事物，尽管没有证据能够证明自己能够看得见东西。

## 其他意识

### 人类儿童
根据美国哲学家威廉·莱肯所定义的八种意识类型，部分类型在婴儿尚未出生时便能检测到，而另一部分则是在其出生后才逐渐发展。心理学家和教育家威廉·福克斯（William Foulkes）对儿童的梦境进行了研究，他认为在认知成熟（大约在5到7岁）之前，儿童缺乏莱肯所定义的"内省意识"以及福克斯所描述的"自我反思"。在2020年的一篇论文中，美国发展心理学家凯瑟琳·纳尔逊和罗宾·菲乌什使用了"自传意识"这一概念来表达福克斯的观点，并认同他对这一发展阶段时间的定义。纳尔逊和菲乌什表示，“语言作为一种工具，是构建人类独有的'自传意识'的关键要素。”美国心理研究者朱利安·杰恩斯也曾在数十年前提出类似看法。纳尔逊和菲乌什强调了获得"心智理论"的重要性，他们认为心智理论是获得"自传意识"的必要前提。他们并将心智理论定义为“理解自己与他人在信仰、愿望、情绪和思想方面的差异，从而认识到自己与他人心智上的差别”的能力，并写道，“心智理论的形成标志是对错误信念的理解，这通常在5到6岁后出现。

### 非人动物
对于除人类以外的动物意识的研究存在诸多困难。动物缺乏人类所熟知的语言能力，因此无法用言语向人类传达自身经验。但对其意识的否认也是不明智的，因为一旦否认动物具有意识，那么也就暗示了它们无法感受、它们的生命毫无价值，从而得出伤害动物不构成道德错误的结论。例如，笛卡尔有时被责备应对动物虐待负有责任，因为他提出只有人类才拥有非物质心灵。许多人相信部分动物（例如猫和狗）具备意识，而另一些动物（例如昆虫）不具备意识。然而这种信念并没有坚实基础，通常只是基于个人与特定动物的互动经验。

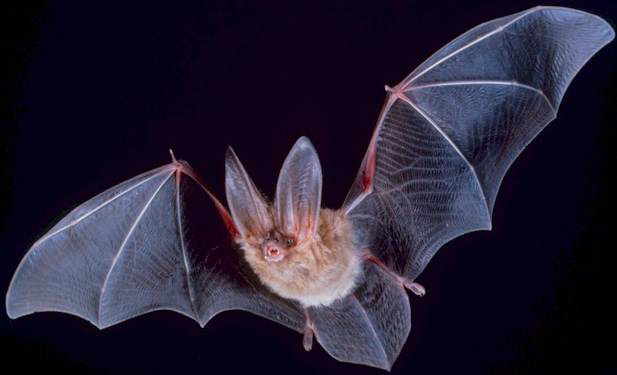
托马斯·内格尔提出，即使人们可以“从蝙蝠的视角”出发想象作为一只蝙蝠的体验，但仍不可能得知“一只作为蝙蝠的蝙蝠”到底是何种体验。（图为一只湯森大耳蝠）

认为主观经验是意识本质的哲学家们相信，动物意识的本质或许永远也无法得到准确理解。美国哲学家托马斯·内格尔就此难题写下了著名论文《成为一只蝙蝠可能是什么样子？》。内格尔在此文中提出了一个关键论断：当且仅当一个有机体具有作为那个有机体是什么样（对于那个有机体来说是什么样）的经验时，它才具有有意识的心理状态。因此，他认为无论我们对蝙蝠的大脑结构和行为有多么详尽的理解，将自身代入蝙蝠的心灵，并从它们的视角经验世界仍是不可能的。不过，也有一些科学家对此持有不同意见，例如美国学者侯世达指出了内格尔论证的不连贯问题。一些心理学家和动物行为学家主张，部分动物的行为展示出它们对自身无法直接感知的事物抱有信念，这表明动物也具备意识。美国动物学家唐纳德·格里芬在其2001年作品《动物心灵》中展示了关于上述观点的诸多证据。

2012年7月7日，来自各国的杰出科学家齐聚剑桥大学出席弗朗西斯·克里克纪念大会，会议讨论了人类意识以及动物中的前语言意识问题。会后，出席者在史蒂芬·霍金的主持下签署了《剑桥意识宣言》，霍金表示：
我们决定达成一项非科学性共识，并向公众发表声明。显然，与会者一致认为动物具备意识，然而这一观点并不被世界其他地区的人们普遍接受。无论是在西方世界还是远东地区，这一观点尚未成为广泛共识。因此，从社会角度来看，这个问题尚未得到广泛认同。
该宣言提出：
輻合證據显示出非人类动物……，包括所有哺乳动物和鸟类，以及其他一些动物，……拥有支持意识存在的必要神经基础，并具备展现有意图行为的能力。

### 人工智能
对人工意识的探讨历史久远，许多神话传说都涉及这一主题。例如，古罗马诗人奥维德在《变形记》中记述了雕刻家皮格马利翁的故事，故事中皮格马利翁的雕刻作品被赋予意识，成为了与人类相似的生命体。类似地，在中世纪犹太魔像传说中，也描绘了人们通过塑造陶土创造出人工生命何蒙库鲁兹的情节。对于机器意识的现代探讨最早可以追溯到英国诗人拜伦之女爱达·勒芙蕾丝，她在1842年有关查尔斯·巴贝奇分析机的文章中提出了现代计算机的雏形。然而，勒芙蕾丝并不认分析机可以创造意识：
最好不要夸大分析机的能力……这种机器不具备对事物的意图，它只能完成我们所知可以让它完成的任务。它可根据规则进行分析，但没有能力预测任何分析关系或揭示真理。因此，它的功能是在我们已经熟知的领域中为我们提供协助。
针对人工意识，最具影响力的贡献来自英国数学家阿兰·图灵发表于1950年的论文《计算机与智能》。文章开篇，图灵首先否认了界定术语的意义，他认为即便是“机器能思考吗？”这类问题也搭载了太多值得怀疑的内涵。因此，他主张将所有对于人工意识的问题转化为一种可实际操作的测试，其被后人称为“图灵测试”。一个计算机程序只有在能够与人类展开对话，并且不被识别出它的机器身份，那么才可称为有意识。图灵在论文中列举了可能的反对意见，并逐一进行了反驳。图灵测试常被作为鉴定人工意识的标准，并成为众多哲学家讨论的议题。例如，美国哲学家丹尼尔·德内特和侯世達主张任何通过图灵测试的程序都可被认为具有意识，而澳大利亚哲学家戴维·查尔莫斯则称，所谓“哲学僵尸”亦可通过此类测试，但其并不具备意识。另一些哲学家认为，随着科技发展，一旦机器开始展现潜在的出与人类相似的意识迹象，那么意识与非意识的二元区分将不再适用。而那时机器自主性议题将占据主导地位，这一趋势在近代工业和科技发展中已初露端倪。德国计算机科学家于尔根·施密德胡伯提出，意识是智能体对周围环境中反复出现信息的压缩形式。

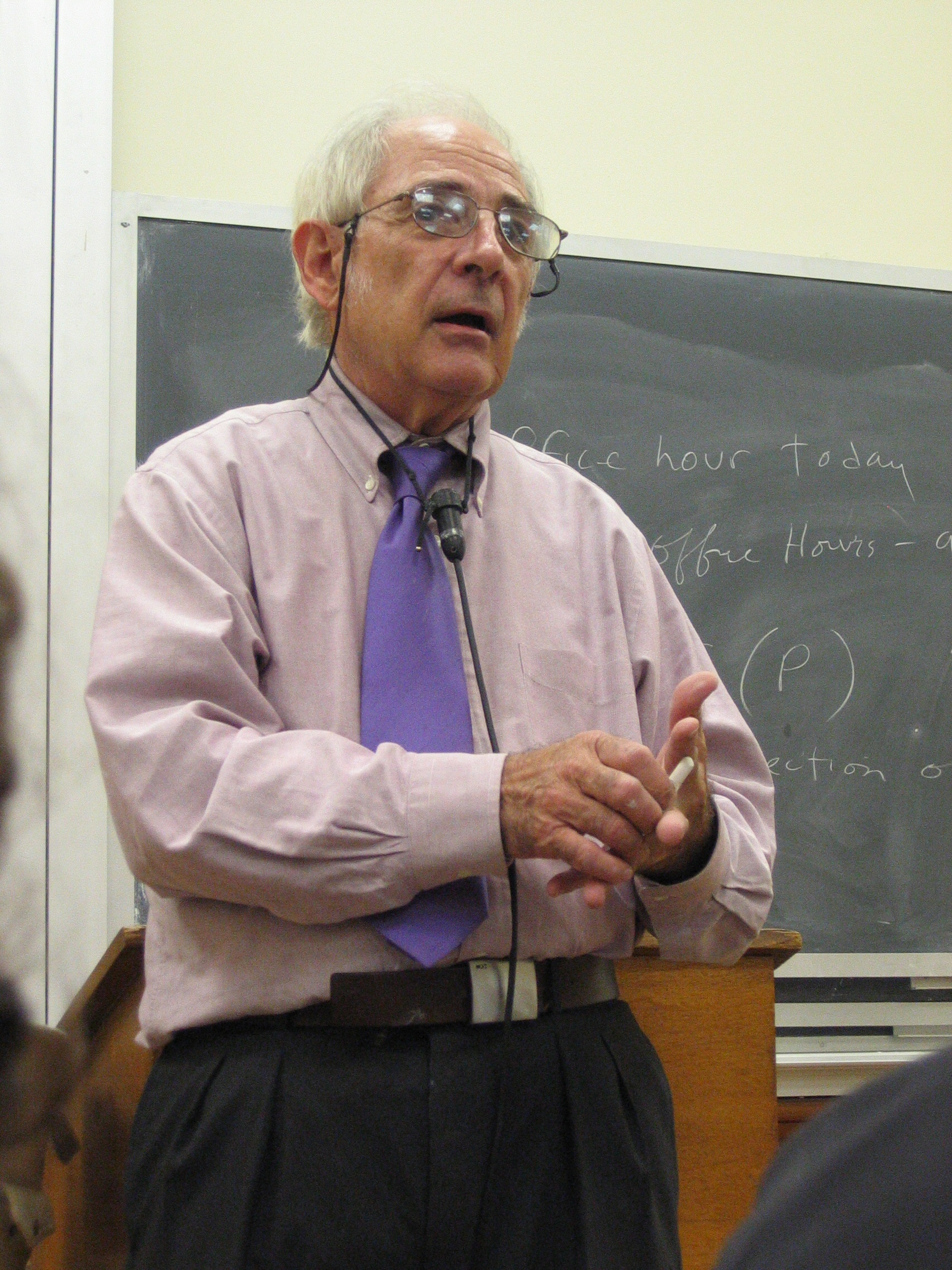
针对强人工智能的意识问题，约翰·瑟尔提出了“中文屋”思想实验。

针对“强人工智能”可产生意识的说法，美国哲学家约翰·瑟尔提出了“中文屋”实验作出反驳。不过，他同时认可可能会出现一种“弱人工智能”，其程序可以被设计成模仿意识状态。瑟尔的观点是，意识具有主观的、第一人称的特性，其源自人类大脑生物学层面的运作。尽管人脑可以执行计算，但它的计算方式与计算机程序在本质上是不同的。瑟尔对“中文屋”的表述如下：
一个对中文一窍不通，只说英语的人被关在一间只有一个开口的封闭房间中。房间里有一本用英文写成的手册，指示该如何处理收到的中文讯息及如何以中文相应地回复。房外的人不断向房间内递进用中文写成的问题。房内的人便按照手册的说明，寻找合适的指示，将相应的中文字符组合成对问题的解答，并将答案递出房间。
在这个案例中，房间里的英语使用者的行为就如计算机程序。瑟尔表示，尽管房间内的人可以准确地处理中文，却并非真正理解输入和输出的含义。假设外界用英文提问并获得英文回答，那么因为房间内的人了解英文，他可以不依赖手册直接生成回答。在使用中文和英文的情况下，房间里的人都可通过图灵测试。然而，他只有在使用英文时才能真正具备意识，使用中文时通过图灵测试只是得益于程序对句法的正确处理，而语法并不能直接产生语义。
瑟尔的这篇论文在人工智能研究领域造成了巨大影响。然而，关于机器意识相对于人脑而言所缺乏的特质，瑟尔并没有明确阐述，他只是模糊地提到了大脑拥有的某种机器所不具备的“因果能力”。其他赞同瑟尔基本观点的人还提出，如果要说机器具备意识，它除了能通过口头图灵测试外，还应当通过机器人版本的图灵测试。这种测试基于机器人的感官能力，使其能够对其言语所涉及的事物进行分类和互动，实现与人类相似的图灵不可区分性（Turing Indistinguishability）。图灵级机器人学（Turing-scale robotics）是体化认知和情境认知的一个经验主义分支。
在2014年，研究者维克托·阿尔戈诺夫（Victor Argonov）提出了一种不依赖于图灵测试的方法，用于检测机器是否具备意识，这个方法是基于机器产生哲学判断的能力。阿尔戈诺夫提出，如果机器可以对意识的属性难题（例如感质和绑定问题）作出明确回答，并且其事先并未内在编码哲学知识、没有在学习过程中吸收哲学讨论，记忆中也没有来自其他生物的信息模型（这类信息模型可能包含或暗示关于此生物体的意识内容），那么就能认为机器通过了这个测试。不过，这个测试只能用于确证机器具备意识，而不能用作否定意识存在的依据。通过测试可以认为机器具备意识，但未通过测试并不能说明机器不具备意识，因为机器未通过可能是因为其智力不足，而不一定是缺乏哲学判断力。

## 延伸阅读
- Chalmers, David. . Oxford University Press. 1996. ISBN 978-0-19-511789-9.
- Dehaene, Stanislas. . Viking Press. 2014. ISBN 978-0670025435.
- Dennett, Daniel. . Little, Brown and Company. 1991. ISBN 9780316439480.
- Frankish, Keith. . Routledge. 2021. ISBN 9781138655980.
- Harley, Trevor. . Cambridge University Press. 2021. ISBN 978-1-107-56330-8. S2CID 233977060. doi:10.1017/9781316408889.
- Irvine, Elizabeth. . Dordrecht, Netherlands: Springer. 2013. ISBN 978-94-007-5172-9. doi:10.1007/978-94-007-5173-6.
- Koch, Christof. . MIT Press. 2019. ISBN 9780262042819.
- Overgaard, Morten; Mogensen, Jesper; Kirkeby-Hinrup, Asger (编). . Routledge. 2021. ISBN 9781138637986.
- Prinz, Jesse. . Oxford University Press. 2012. ISBN 9780195314595. doi:10.1093/acprof:oso/9780195314595.001.0001.
- Schneider, Susan; Velmans, Max (编).  2nd. Wiley-Blackwell. 2017. ISBN 978-0-470-67406-2.
- Seth, Anil. . Penguin Random House. 2021. ISBN 9781524742874.
- Thompson, Evan. . Columbia University Press. 2014. ISBN 9780231136952.
- Zelazo, Philip David; Moscovitch, Morris; Thompson, Evan (编). . Cambridge University Press. 2007. ISBN 978-0-521-67412-6. doi:10.1017/CBO9780511816789.